# Makovica
Makovica (lat. Glaucium), biljni rod jednogodišnjeg i dvogodišnjeg raslinja i  trajnica iz porodice makovki. rasprostranjen uglavnom po Aziji; u Europi se pojavljuju na širem poxdručju tek dvije vrste, a jedna samo u Rumunjskoj i Bugarskoj, Glaucium oxylobum.
Od 25 vrsta, dvije rastu i u Hrvatskoj, to su primorska (G. flavum) i crvena makovica (G. corniculatum).

## Vrste
1. Glaucium acutidentatum Hausskn. & Bornm.
2. Glaucium afghanicum Kitam.
3. Glaucium alakirensis Aykurt, K.Yildiz & Özçandir
4. Glaucium aleppicum Boiss. & Hausskn. ex Boiss.
5. Glaucium arabicum Fresen.
6. Glaucium calycinum Boiss.
7. Glaucium cappadocicum Boiss.
8. Glaucium contortuplicatum Boiss.
9. Glaucium corniculatum (L.) Rudolph
10. Glaucium cuneatum Cullen
11. Glaucium elbursium Mory
12. Glaucium elegans Fisch. & C.A.Mey.
13. Glaucium fimbrilligerum Boiss.
14. Glaucium flavum Crantz
15. Glaucium grandiflorum Boiss. & A.Huet
16. Glaucium insigne Popov
17. Glaucium mathiolifolium Mobayen
18. Glaucium oxylobum Boiss. & Buhse
19. Glaucium paucilobatum Freyn
20. Glaucium quadratifolium Fedde
21. Glaucium refractocarpum Gilli
22. Glaucium secmenii Yild.
23. Glaucium squamigerum Kar. & Kir.
24. Glaucium vitellinum Boiss. & Buhse
25. Glaucium yazdianum Tavakkoli & Assadi